# بازداشت پیش از جلسه دادرسی

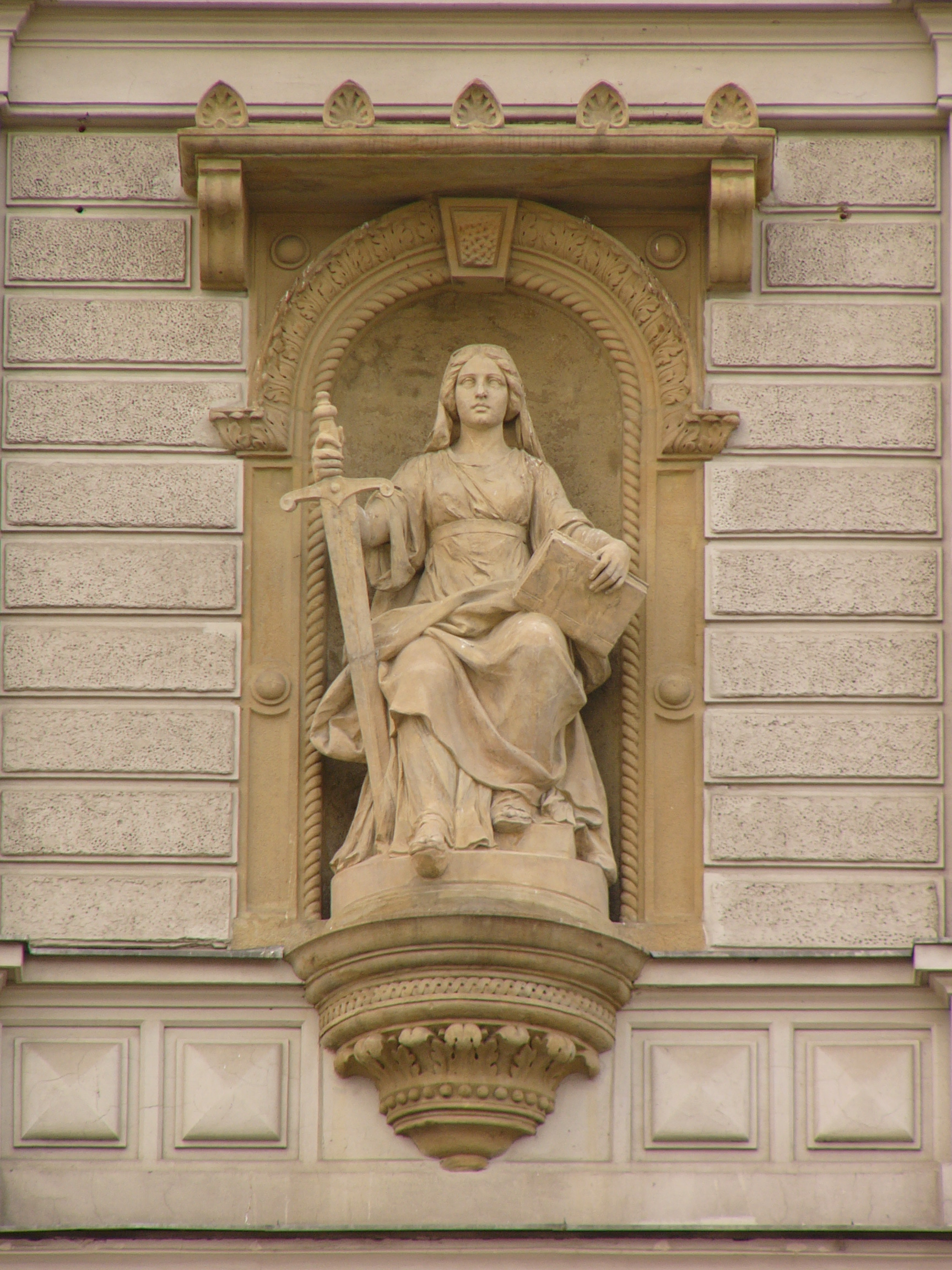
بانوی عدالت — تمثیل عدالت — تندیس در ساختمان دادگاه در اولوموتس، جمهوری چک

بازداشت پیش از جلسهٔ دادرسی که با عنوان‌های بازداشت پیشگیرانه، بازداشت در انتظار محاکمه و بازداشت کوتاه‌مدت نیز شناخته می‌شود، فرآیندی است که در آن فرد دستگیر و به جرمی متهم می‌شود و تا هنگام جلسهٔ دادرسی، در بازداشت نگه داشته می‌شود. فردی که در بازداشت به سر می‌برد در زندان، حبس خانگی یا بازداشتگاه نگهداری می‌شود. برای نام‌گذاری این فرآیند، از اصطلاحات متفاوتی استفاده می‌شود که «بازداشت در انتظار محاکمه» عموماً در حوزه‌های قضایی کامن لا و «بازداشت پیشگیرانه» در جاهای دیگر مورد استفاده قرار می‌گیرند. در ایالات متحده آمریکا «بازداشت در انتظار محاکمه» نادر است مگر در اسناد رسمی و «بازداشت کوتاه‌مدت» در عوض اصطلاح اصلی است. بازداشت پیش از اتهام معمولاً دستگیری و ادامه بازداشت پس از محکومیت حبس نامیده می‌شوند.
از آنجایی که حبس بدون محاکمه مغایر اصل برائت است، بازداشت پیش از جلسهٔ دادرسی در دموکراسی‌های لیبرال معمولاً مشمول حفاظت‌ها و محدودیت‌هایی است. یک مظنون معمولاً تنها در صورتی بازداشت می‌شود که احتمال داشته باشد مرتکب جرمی جدی شود، در بازجویی دخالت کند یا در دادگاه حاضر نشود. در بیشتر پرونده‌های دادگاه، مظنون بازداشت نمی‌شود هنگامی که منتظر محاکمه، اغلب با محدودیت‌هایی از جمله وثیقه باشد.
پژوهش‌ها دربارهٔ بازداشت پیش از محاکمه در ایالات متحده نشان داده است که بازداشت پیش از محاکمه احتمال محکومیت را افزایش می‌دهد، در درجه اول چون افرادی که در غیر این صورت تبرئه می‌شوند یا اتهاماتشان لغو می‌شود، به گناه خود اعتراف می‌کنند.